# Félix Manuel Pérez Miyares
Félix Manuel Pérez Miyares (Nerva, Huelva, 4 de septiembre de 1936-Sevilla, 24 de noviembre de 2024) fue un político, abogado y profesor universitario español que ejerció como ministro de Trabajo entre 1980 y 1981.

## Biografía
Nació en 1936 en Nerva. Estudió Derecho en la Universidad de Sevilla, donde se especializó en derecho del trabajo y derecho sindical. Posteriormento amplió sus estudios en sociología, derecho cooperativo y criminología, convirtiéndose en abogado sindical en 1965.

### Actividad política
Miembro de Unión de Centro Democrático (UCD) y presidente de este partido en Andalucía, en las elecciones generales de 1977 fue elegido diputado al Congreso por la provincia de Huelva, siendo reelegido en las elecciones de 1979. En septiembre de 1980 fue designado ministro de Trabajo en el último gobierno presidido por Adolfo Suárez. Con la llegada de Leopoldo Calvo-Sotelo a la Presidencia del Gobierno en febrero de 1981, fue destituido.
Después de la disolución de la UCD se integró en el Centro Democrático y Social (CDS), con el que fue nuevamente elegido diputado en las elecciones generales de 1986, en esta ocasión por la provincia de Jaén. En junio de 1996 fue nombrado presidente de la Autoridad Portuaria de Sevilla, puesto que ocupó hasta 1998. Lejos ya de la política activa, en 1998 fue nombrado por el Gobierno de España coordinador general de las labores de recuperación del río Guadiamar, afluente del Guadalquivir, después del desastre de Aznalcóllar.